# Point Clear (Alabama)
Point Clear é uma Região censo-designada localizada no estado americano de Alabama, no Condado de Baldwin.

## Demografia
Segundo o censo americano de 2000, a sua população era de 1876 habitantes.

## Geografia
De acordo com o United States Census Bureau, a localidade tem uma área de 14,7 km², sem área coberta por água. Point Clear localiza-se a aproximadamente 2 m acima do nível do mar.

## Localidades na vizinhança
O diagrama seguinte representa as localidades num raio de 24 km ao redor de Point Clear.